# Łotwa na Mistrzostwach Świata w Lekkoatletyce 2022
Łotwa na Mistrzostwach Świata w Lekkoatletyce 2022 – reprezentacja Łotwy podczas mistrzostw świata w Eugene liczyła 6 zawodników występujących w 4 konkurencjach.

## Skład reprezentacji

### Kobiety
| Zawodniczka   | Konkurencja   | Eliminacje | Eliminacje | Półfinał | Półfinał | Finał | Finał   | Źródło |
| Zawodniczka   | Konkurencja   | Wynik      | Pozycja    | Wynik    | Pozycja  | Wynik | Pozycja | Źródło |
| ------------- | ------------- | ---------- | ---------- | -------- | -------- | ----- | ------- | ------ |
| Gunta Vaičule | bieg na 400 m | 52,21      | 25.        | NQ       | NQ       | NQ    | NQ      | [ 1 ]  |

| Zawodniczka      | Konkurencja    | Kwalifikacje | Kwalifikacje | Finał | Finał   | Źródło      |
| Zawodniczka      | Konkurencja    | Wynik        | Pozycja      | Wynik | Pozycja | Źródło      |
| ---------------- | -------------- | ------------ | ------------ | ----- | ------- | ----------- |
| Līna Mūze        | rzut oszczepem | 59,16        | 10. q        | 61,26 | 6.      | [ 2 ] [ 3 ] |
| Madara Palameika | rzut oszczepem | 58,61        | 13.          | NQ    | NQ      | [ 2 ] [ 3 ] |

### Mężczyźni
| Zawodnik         | Konkurencja   | Finał   | Finał   | Źródło |
| Zawodnik         | Konkurencja   | Wynik   | Pozycja | Źródło |
| ---------------- | ------------- | ------- | ------- | ------ |
| Arnis Rumbenieks | chód na 35 km | 2:42:47 | 37.     | [ 4 ]  |

| Zawodnik            | Konkurencja    | Kwalifikacje | Kwalifikacje | Finał | Finał   | Źródło |
| Zawodnik            | Konkurencja    | Wynik        | Pozycja      | Wynik | Pozycja | Źródło |
| ------------------- | -------------- | ------------ | ------------ | ----- | ------- | ------ |
| Patriks Gailums     | rzut oszczepem | 79,66        | 13.          | NQ    | NQ      | [ 5 ]  |
| Rolands Štrobinders | rzut oszczepem | 79,39        | 15.          | NQ    | NQ      | [ 5 ]  |